# Raionul Iahotîn, Kiev
Iahotîn (în ucraineană Яготинський район, transliterat: Iahotînskîi raion) este un raion în regiunea Kiev, Ucraina. Reședința sa este orașul Iahotîn.

## Demografie
Componența lingvistică a raionului Iahotîn
     Ucraineană (96,08%)
     Rusă (3,46%)
     Alte limbi (0,29%)
Conform recensământului din 2001, majoritatea populației raionului Iahotîn era vorbitoare de ucraineană (96,08%), existând în minoritate și vorbitori de rusă (3,46%).